# Chytra kirki
Chytra kirki е вид охлюв от семейство Paludomidae. Видът не е застрашен от изчезване.

## Разпространение
Разпространен е в Бурунди, Демократична република Конго, Замбия и Танзания.